# Joseph Amy
Pour les articles homonymes, voir Joseph Amy (colonel) et Amy.
Joseph Amy né en 1696 et mort en 1760, est un avocat et un physicien français. Il exerça sa fonction d'avocat au Parlement d'Aix-en-Provence. Il est l'auteur de plusieurs traités de physique expérimentale, concernant tous l'eau potable et en particulier les procédés de purification.

## Biographie
Le filtrage pour rendre l'eau propre à la consommation fut depuis toujours un problème. Dès le XVIe siècle on utilisait à Paris des filtres à sable pour purifier l'eau de la Seine. D'autres systèmes, fontaines de cuivre, filtres à éponges, etc. ont été utilisés.
En 1746, Joseph Amy déposa le premier brevet pour la conception d'un filtre à base de laine, d'éponges et de charbon de bois. Ces filtres ont été utilisés par les habitants dès 1750.
Dans ses nombreux ouvrages, Joseph Amy expose les résultats de ses travaux en matière de salubrité et de prophylaxie. Il invente deux machines élevant et purifiant l'eau qui sont louées par l'Académie des Sciences. Il préconise « l'usage des fontaines en plomb, jugées sûres, pour purifier les eaux destinées pour la boisson et pour la préparation des aliments. » Il réalise de nombreuses expérimentions en fonction de la nature des eaux (éponge, sable, pierres poreuses). Il étudie également les métaux employés pour les tuyaux, les fontaines. L'une de ses recommandations est d'éviter d'utiliser le cuivre pour transporter l'eau.

## Publications
- Mémoire sur l'utilité de deux machines approuvées par l'Académie royale des sciences., publié en 1747 à Paris
- Observations expérimentales sur les eaux des rivières de Seine, de Marne, d'Arcueil, et de puits, et sur les filtres, & les vaisseaux les plus sains & les plus propres à purifier & à conserver l'eau., publié en 1749 à Paris, Morel le Jeune, 60 pages, [lire en ligne]
- Nouvelles fontaines domestiques, approuvées par l'Académie royale des sciences, , 1750, Coignard, Boudet, 96 pages, [lire en ligne]Après avoir fait le point sur tous les procédés, Joseph Amy décrit des instruments et machines de sa fabrication pour la purification de l'eau, machines ayant obtenu licence de l'Académie avec l'approbation de Réaumur.
- Filtroirs militaires marins et domestiques., publié en 1750 à Paris
- Instruction générale et sommaire, pour la conduite des nouvelles fontaines., publié en 1750 à Paris
- Second avis au public, sur l'usage des nouvelles fontaines domestiques & :de santé., publié en 1751 à Paris, 48 pages
- Avis au public sur l'usage des nouvelles fontaines domestiques: & de santé, publié en 1751 à Paris, 24 pages
- Réflexions sur les vaisseaux de cuivre, de plomb et d'étain, et division de l'extrait du livre intitulé Nouvelles fontaines domestiques., publié en 1752 à Paris, 113 pages, [lire en ligne]
- Fontaine de poche, autrement dite militaire, à l'usage des troupes du roi et des voyageurs qui se trouvent dans les lieux, où les eaux sont bourbeuses, ou visqueuses et malsaines, publié en 1752 à Paris, 8 pages
- Suite du livre intitulé Nouvelles fontaines domestiques,  approuvées par l'Académie royale des sciences, , 1754, Paris, 341 pages, [lire en ligne]L'ouvrage contient  trois dissertations : 1. Sur les méchanismes de la nature, dans la corruption, la puanteur, la fadeur & le mauvais goût de l'eau dormante, & de tous les filtres, & dans les blessures souvent mortelles, faites intérieurement dans le corps humain par le verd-de-gris des fontaines & tous ustenciles de cuivre, dans les pharmacies, les cuisines, les offices, & chez tous ceux qui vendent en détail des alimens, des boissons & des drogues. 2. Sur la nécessité & la salubrité des vaisseaux de fer, pour la préparation des alimens. 3. Sur la nécessité & la neutralité, ou l'impuissance des fontaines d'étaim pur, ou de plomb affiné, sur le corps humain[4].
- Tableau des acheteurs des nouvelles fontaines filtrantes, domestiques, militaires & marines, nouvellement perfectionnées: avec les preuves claires de leurs différentes utilités en plusieurs rencontres, & de leur succès continuel, malgré les critiques & autres obstacles les plus forts.., publié en 1759 à Paris, 69 pages